# Галоціанін
Галоціанін (7-(диметиламіно)-4-гідрокси-3-оксофеноксазин-1-карбонова кислота) — чорна тверда органічна сполука, основний оксазиновий барвник із хімічною формулою C15H12N2O5. Застосовується в мікроскопії та аналітичній хімії.
Синоніми: alizarine navy blue AT, Z2R, ZWS, brilliant chrome blue P, chrome blue GCB, fast violet, gallocyanine BS, DH, CI 51030.

## Властивості
Зелені кристали. Молярна маса 300,27 г/моль, легко розчиняється у водних розчинах їдких лугів і карбонатів із утворенням розчинів синьо-фіолетового кольору, також добре розчинний у концентрованій хлоридній кислоті, утворюючи розчин червоного кольору, погано розчинний у гарячій воді, утворюючи розчин фіолетового кольору, нерозчинний у холодній.
Утворює бісульфітну похідну, розчинну у воді.

## Отримання
Синтезують шляхом конденсації N, N-диметил-4-нітрозоаніліну та галової кислоти в метанолі.

## Застосування
Застосовується в мікроскопії для завдань бактеріології та гістології.
У гістохімії галоціанін використовують спільно з хромовими галунами для виявлення нуклеїнових кислот з утворенням забарвлення темно-синього кольору.
В аналітичній хімії застосовується для визначення стибію, свинцю, цирконію. Придатний в якості комплексометричного індикатора для визначення сполук галію.